# Let's Go Mets Go!
Let's Go Mets Go!, officiellement Let's Go Mets! est une chanson américaine, composée par Shelly Palmer, Gregory Smith et Hal Hackady, à l'occasion de la victoire de l'équipe de baseball des Mets de New York à la Série mondiale de 1986.
Cette chanson est sortie en disque 45 tours en 1986, et une vidéo, mettant en scène les joueurs du club, a également été réalisée. Le disque est devenu disque d'or et la vidéo triple platinium.